# Корінні народи США

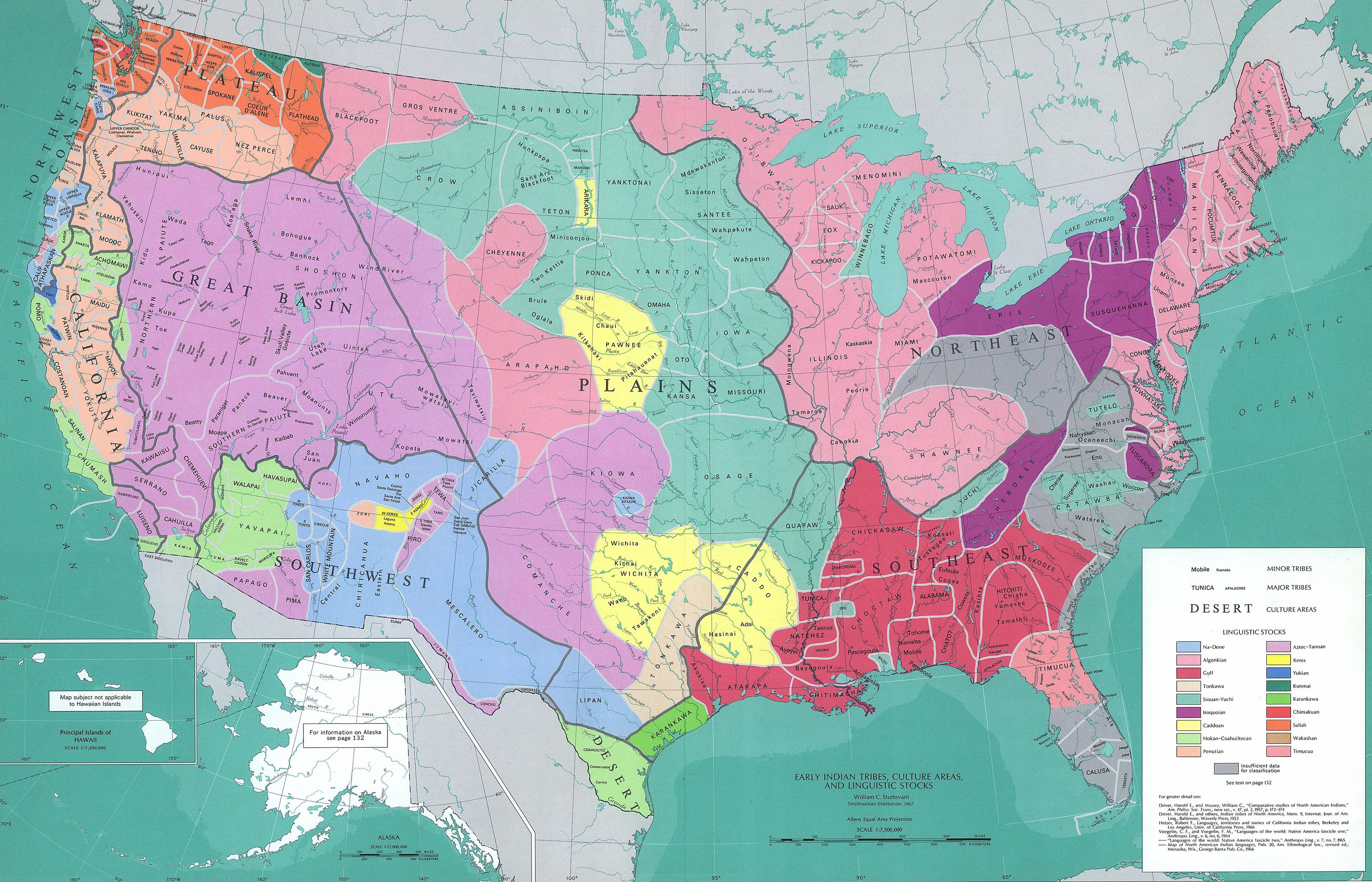
Корінні народи США в доколоніальний період

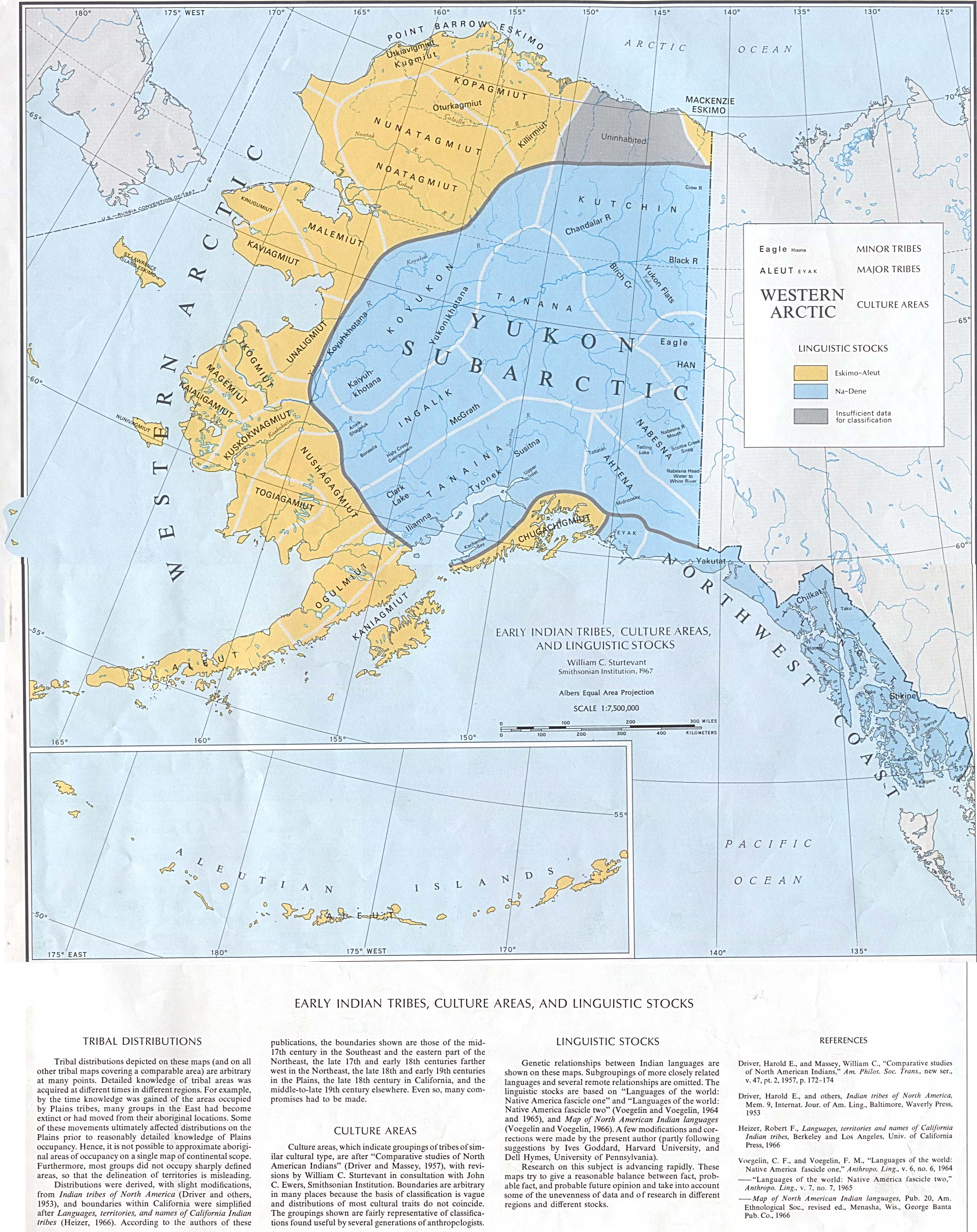
Корінні народи Аляски в доколоніальний період

Корінні народи США — різні племена корінних американців, які проживають на території США, включаючи Гаваї та Аляску, а також ескімоси й алеути. Чисельність населення корінних народів США істотно знизилася в процесі колонізації території європейськими переселенцями, хвороб, поступового винищення і витіснення зі своїх територій. За даними перепису 2010 року в США проживало понад 5 мільйонів індіанців та їхніх нащадків (близько 1,6 % населення країни).

## Становище індіанців США в цей час
У 2009 році найбільше індіанців налічувалось у штатах Каліфорнія (близько 740 000), Оклахома (415 000) й Аризона (366 000).
Лос-Анджелес — місто з найбільшим індіанським населенням. Найбільші індіанські народності — черокі (близько 310 000), навахо (приблизно 280 000), сіу (115 000) і оджибве (113 000).
У США налічуються 565 індіанських племен, офіційно визнаних федеральною владою. Для їхнього позначення в офіційному листуванні використовується термін «суверенний народ такого-то племені» (sovereign nation). Вони мають право на формування свого уряду, на прийняття законів (закони штатів у них не діють), на встановлення податків, на присвоєння статусу одноплемінника, на ліцензування та регулювання практично всіх видів діяльності на своїй території. У більшості резервацій активно діють племінні суди й правоохоронні органи. Юридично індіанські резервації мають майже такі права, як і штати США. Крім того, племена, які довели що власність їхніх предків реквізували агенти влади США, отримують федеральні дотації та гранти.
У резерваціях живе більше третини індіанців США. Площа індіанських резервацій становить 2 % території США. Найбільшою резервацією володіють навахо — її площа дорівнює площі штату Західна Вірджинія.
Право створювати казино в резерваціях індіанці отримали в 1990-х роках і це значно підвищило їхній добробут. Загальний дохід індіанських казино в 2003 році склав 14.5 млрд доларів. Значні доходи резервації приносить безакцизна торгівля алкоголем і тютюновими виробами, а також туризм.
Середній вік індіанця — 29,7 року, що помітно менше віку середньостатистичного американця (36,8 років). У сім'ях індіанців більше дітей, ніж у середньому по США.
У 1984 безробіття серед індіанців становило 39 % — це вп'ятеро вище рівня по країні в цілому. Приблизно чверть усіх індіанських родин живе за межею бідності. Діабет, пневмонія, грип та алкоголізм забирають удвічі більше індіанських життів, ніж серед інших жителів США[джерело?].
За межею бідності в 2009 жили 23,6 % індіанців, тоді як у середньому по країні цей показник становив 14,3 %. Попри те, що індіанці користуються значними пільгами при вступі до вищих навчальних закладів та навчання для них, зазвичай, безкоштовне, лише 16 % індіанців мали вищу освіту, тоді як у середньому по країні цей показник становив 28 %.
У США налічується 139 індіанських мов, проте більше половини з них перебуває під загрозою зникнення. За даними на 2008 72 % американських індіанців володіють тільки англійською та лише 21 % індіанців говорять вдома не тільки англійською.
У 2009 Конгрес США включив у витрати на оборону заяву про принесення офіційних вибачень індіанцям США за «багато випадків насильства, поганого поводження та зневаги, яким піддавалися Корінні Народи з боку громадян Сполучених Штатів».

## Статистика
Нижче наведені статистичні дані про корінні народи з чисельністю більшою 1000 осіб, з перепису 2000 року. Деякі учасники перепису вказували лише свою належність до індіанців (або до корінних народів Аляски) загалом, не зазначаючи конкретного племені, що відображено у таблиці окремими рядками.
| плем'я                                                                     | Тільки абориген    | Тільки абориген       | Змішані з іншими расами | Змішані з іншими расами | Усі       |
| Народ                                                                      | Тільки одне плем'я | Більше одного племені | Тільки одне плем'я      | Більше одного племені   | Усі       |
| Усі                                                                        | 2 423 531          | 52 425                | 1 585 396               | 57 949                  | 4 119 301 |
| Апачі                                                                      | 57 060             | 7 917                 | 24 947                  | 6 909                   | 96 833    |
| Чорноногі                                                                  | 27 104             | 4 358                 | 41 389                  | 12 899                  | 85 750    |
| Черокі                                                                     | 281 069            | 18 793                | 390 902                 | 38 769                  | 729 533   |
| Шеєни                                                                      | 11 191             | 1 365                 | 4 655                   | 993                     | 18 204    |
| Чикасо                                                                     | 20 887             | 3 014                 | 12 025                  | 2 425                   | 38 351    |
| Оджибве                                                                    | 105 907            | 2 730                 | 38 635                  | 2 397                   | 149 669   |
| Чокто                                                                      | 87 349             | 9 552                 | 50 123                  | 11 750                  | 158 774   |
| Колвіл                                                                     | 7 833              | 193                   | 1 308                   | 59                      | 9 393     |
| Команчі                                                                    | 10 120             | 1 568                 | 6 120                   | 1 568                   | 19 376    |
| Крі                                                                        | 2 488              | 724                   | 3 577                   | 945                     | 7 734     |
| Крики                                                                      | 40 223             | 5 495                 | 21 652                  | 3 940                   | 71 310    |
| Кроу                                                                       | 9 117              | 574                   | 2 812                   | 891                     | 13 394    |
| Делавари                                                                   | 8 304              | 602                   | 6 866                   | 569                     | 16 341    |
| Хоума                                                                      | 6 798              | 79                    | 1 794                   | 42                      | 8 713     |
| Ірокези                                                                    | 45 212             | 2 318                 | 29 763                  | 3 529                   | 80 822    |
| Кайова                                                                     | 8 559              | 1 130                 | 2 119                   | 434                     | 12 242    |
| Латиноамериканські індіанці                                                | 104 354            | 1 850                 | 73 042                  | 1 694                   | 180 940   |
| Ламби                                                                      | 51 913             | 642                   | 4 934                   | 379                     | 57 868    |
| Меноміні                                                                   | 7 883              | 258                   | 1 551                   | 148                     | 9 840     |
| Навахо                                                                     | 269 202            | 6 789                 | 19 491                  | 2 715                   | 298 197   |
| Оседжі                                                                     | 7 658              | 1 354                 | 5 491                   | 1 394                   | 15 897    |
| Оттава                                                                     | 6 432              | 623                   | 3 174                   | 448                     | 10 677    |
| Паюти                                                                      | 9 705              | 1 163                 | 2 315                   | 349                     | 13 532    |
| Піма                                                                       | 8 519              | 999                   | 1 741                   | 234                     | 11 493    |
| Потаватомі                                                                 | 15 817             | 592                   | 8 602                   | 584                     | 25 595    |
| Пуебло                                                                     | 59 533             | 3 527                 | 9 943                   | 1 082                   | 74 085    |
| Саліши затока П'юджет-Саунд                                                | 11 034             | 226                   | 3 212                   | 159                     | 14 631    |
| Семіноли                                                                   | 12 431             | 2 982                 | 9 505                   | 2 513                   | 27 431    |
| Шошони                                                                     | 7 739              | 714                   | 3 039                   | 534                     | 12 026    |
| Сіу                                                                        | 108 272            | 4 794                 | 35 179                  | 5 115                   | 153 360   |
| Папаго                                                                     | 17 466             | 714                   | 1 748                   | 159                     | 20 087    |
| Юти                                                                        | 7 309              | 715                   | 1 944                   | 417                     | 10 385    |
| Якама                                                                      | 8 481              | 561                   | 1 619                   | 190                     | 10 851    |
| Яки                                                                        | 15 224             | 1 245                 | 5 184                   | 759                     | 22 412    |
| Юма                                                                        | 7 295              | 526                   | 1 051                   | 104                     | 8 976     |
| Інші племена (із зазначенням належності)                                   | 240 521            | 9 468                 | 100 346                 | 7 323                   | 357 658   |
| Індіанці загалом (без зазначення конкретного племені)                      | 109 644            | 57                    | 86 173                  | 28                      | 195 902   |
| Атабаски Аляски                                                            | 14 520             | 815                   | 3 218                   | 285                     | 18 838    |
| Алеути                                                                     | 11 941             | 832                   | 3 850                   | 355                     | 16 978    |
| Ескімоси                                                                   | 45 919             | 1 418                 | 6 919                   | 505                     | 54 761    |
| Тлінгіти-Хайда                                                             | 14 825             | 1 059                 | 6 047                   | 434                     | 22 365    |
| Інші племена Аляски (із зазначенням конкретного племені)                   | 2 552              | 435                   | 841                     | 145                     | 3 973     |
| Племена Аляски (загалом, без зазначення конкретного)                       | 6 161              | 370                   | 2 053                   | 118                     | 8 702     |
| Індіанці або народи Аляски (без зазначення конкретного племені в переписі) | 511 960            | (X)                   | 544 497                 | (X)                     | 1 056 457 |

## Інтернет-ресурси
- Історія, яку затирали століттями: хто жив у США до білих
- Кривава історія США: Чому Вбивали Індіанців